# Julius Binder (Politiker)

Julius Binder (1971)

Julius Binder (* 12. Februar 1925 in Baldingen; heimatberechtigt in Baldingen und Baden) ist ein Schweizer Politiker (CVP). Er vertrat den Kanton Aargau sowohl im Nationalrat als auch im Ständerat.

## Biografie
Der Sohn eines Landwirts erhielt seine Mittelschulbildung am Kollegium Schwyz. Ab 1944 studierte Binder Recht an der Universität Lausanne und an der Universität Bern. 1949 schloss er als Dr. iur. ab, vier Jahre später eröffnete er eine eigene Anwaltskanzlei in Baden. Binders politische Karriere begann 1957 mit der Wahl in den Grossen Rat des Kantons Aargau, dem er bis 1972 angehörte. Von 1961 bis 1965 gehörte Binder zusätzlich dem Stadtrat von Baden an. Auf kantonaler Ebene war er von 1973 bis 1980 als Verfassungsrat an der Ausarbeitung einer neuen Kantonsverfassung beteiligt (bis 1974 als Präsident).
1963 wurde Binder in den Nationalrat gewählt, von 1967 bis 1975 war er zusätzlich Präsidiumsmitglied der CVP Schweiz. Nach einer vierjährigen Pause von der Bundespolitik folgte 1979 die Wahl zum Ständerat. Bei der Wahl des Nachfolgers von Bundesrat Hans Hürlimann im Jahr 1982 erhielt er 60 Stimmen; gewählt wurde schliesslich Alphons Egli. 1987 zog sich Binder endgültig aus der nationalen Politik zurück.
Binder war von 1953 bis zu ihrem Tod mit Cécile Keller (1926–2017) verheiratet. Gemeinsam hatten sie drei Kinder. Die Aargauer Ständerätin Marianne Binder-Keller ist seine Schwiegertochter.
Seit dem Tod von Othmar Andermatt ist Binder ältester lebender ehemaliger Parlamentarier der Schweiz. 2025 feierte er seinen hundertsten Geburtstag.